# Park Narodowy Lençóis Maranhenses
Park Narodowy Lençóis Maranhenses (port. Parque Nacional dos Lençóis Maranhenses) – park narodowy położony w stanie Maranhão na północnym wschodzie  Brazylii, na wschód od zatoki Baía de São José. Jest to nisko położony, płaski i okresowo zalewany obszar pokryty dużymi, piaskowymi wydmami. Jego powierzchnia wynosi około 1550 km² i pomimo obfitych opadów nie występuje tu prawie żadna roślinność. Tutejszy park narodowy został utworzony 2 czerwca 1981. 

## Opis

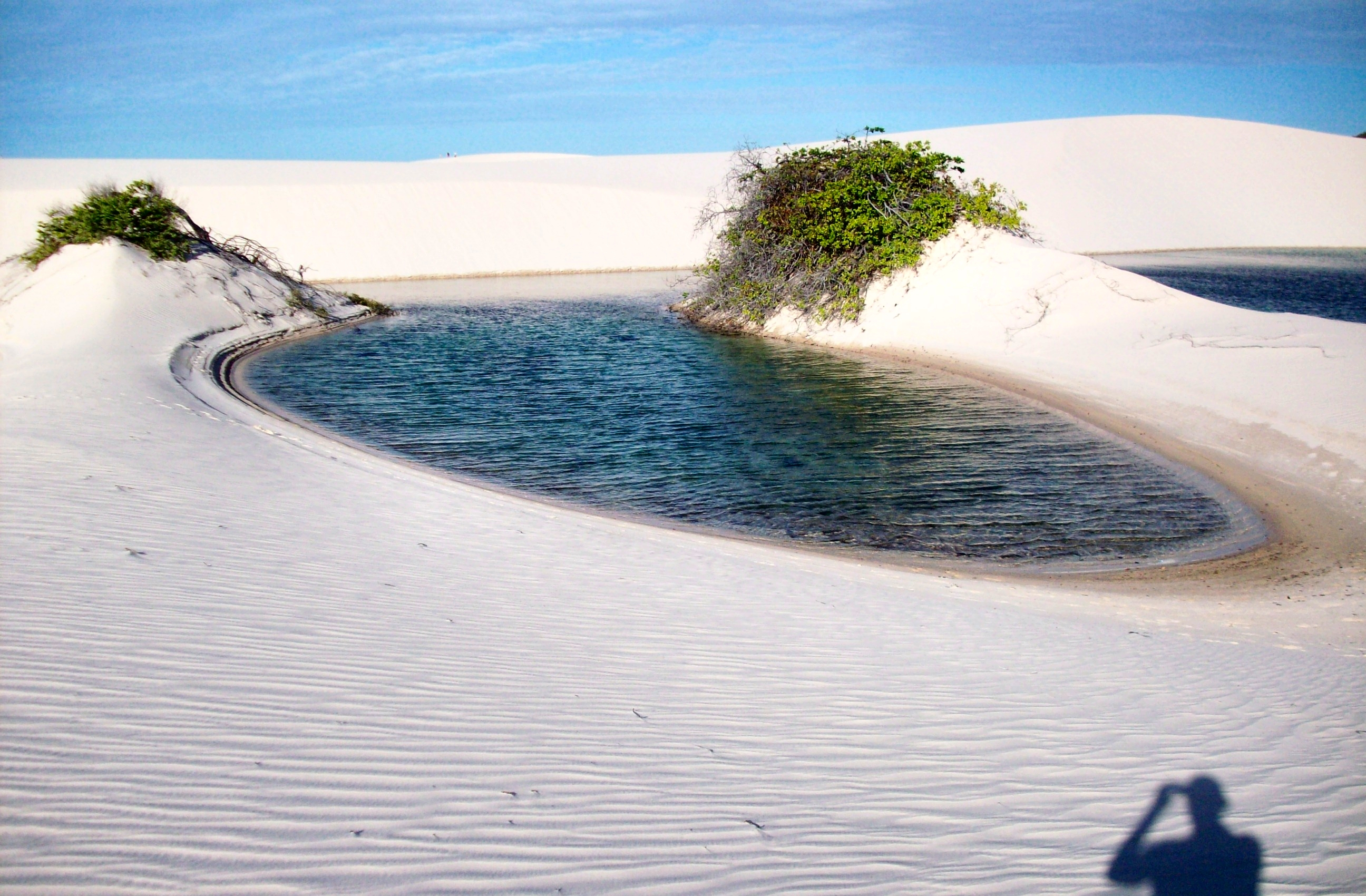
Lençóis Maranhenses

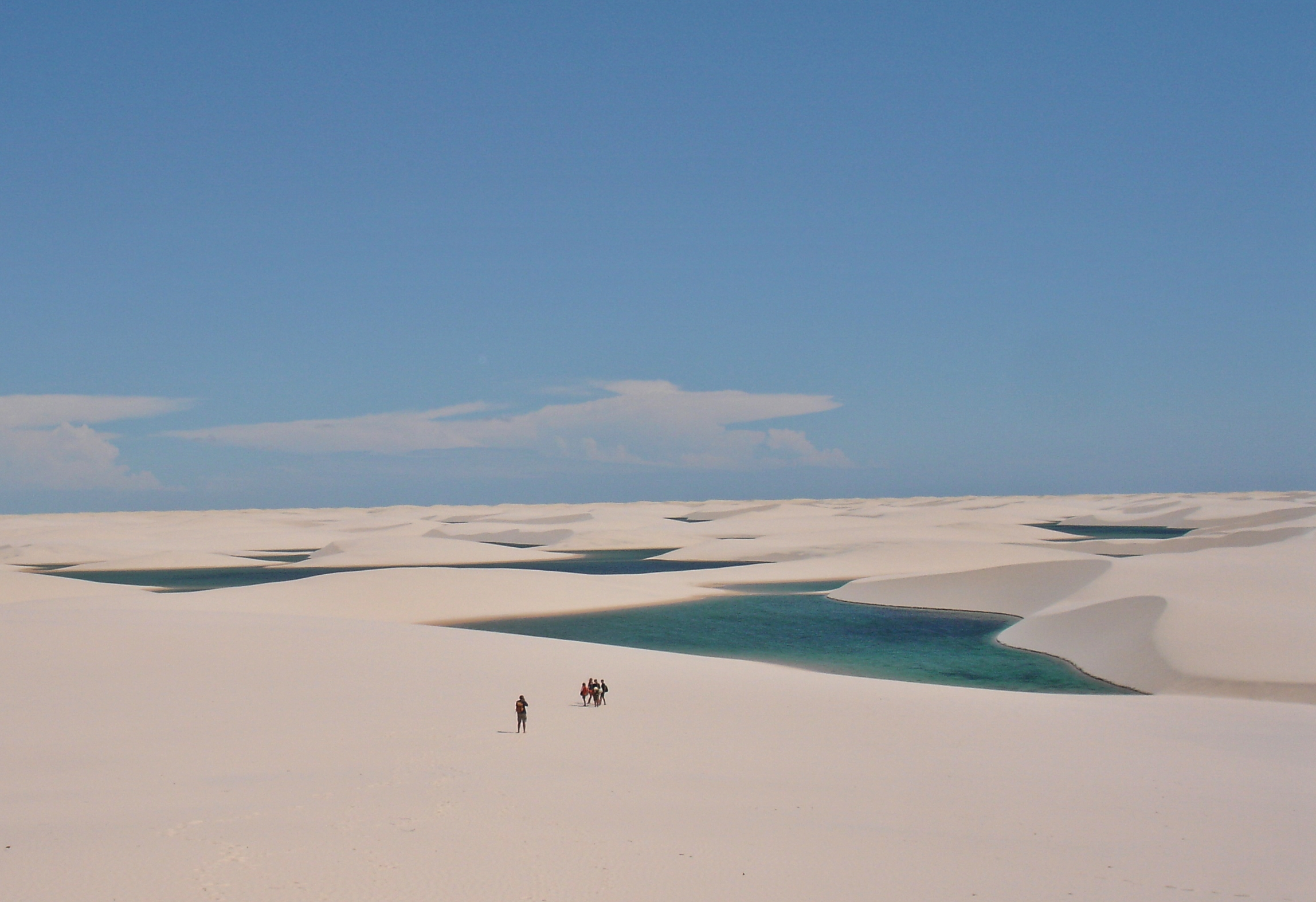
Panorama lagun w parku Lençóis Maranhenses

Składający się z dużych, białych i rozległych wydm, obszar Lençóis Maranhenses wygląda na pierwszy rzut oka jak typowa pustynia, którą jednak nie jest. Ze względu na położenie tuż obok Niziny Amazonki również tutaj regularnie na początku roku występuje pora deszczowa. Deszcze powodują szczególne zjawisko, słodka woda zbiera się w zagłębieniach między wydmami, a warstwa nieprzepuszczalnych skał leżących pod piaskiem, nie pozwala jej na wsiąkanie w głąb. Powstałe w ten sposób błękitne, zielone i czarne, słodkowodne laguny otoczone są przez pustynne piaski i osiągają największy zasięg w okresie między lipcem a wrześniem. 
W lagunach żyje duża ilość ryb, które dostają się do nich w czasie, gdy mają największy zasięg i kiedy mają połączenia z rzekami, np.: z Rio Negro. Jedna z ryb z rodziny Erythrinidae, Hoplias malabaricus, wpada w stan uśpienia w błotnistych i wilgotnych miejscach po tym, gdy większość wody wyparuje, a wraca do aktywnego życia podczas następnej pory deszczowej.

## Ludność
Zgodnie z lokalnym folklorem region był zamieszkały przez Indian Caeté, którzy pewnego dnia się obudzą, by odnaleźć swoje miasto pokryte piaskiem. 
Status parku narodowego jest tylko środkiem służącym ochronie przyrody na jego obszarze i w związku z tym wielu ludzi mieszka w parku, podobnie jak w przypadku pobliskiego parku Jericoacoara. Miejscowa ludność zajmuje się głównie rybołówstwem w czasie pory deszczowej, a w czasie pory suchej duża jej część przenosi się do pobliskich okolic, gdzie uprawia małe działki.

## Turystyka
Park położony na północno–wschodnim wybrzeżu stanu Maranhão na brzegach rzeki Preguiças znajduje się na terenie gmin Humberto de Campos, Primeira Cruz, Santo Amaro do Maranhão i Barreirinhas. Ta ostatnia jest punktem startowym wypraw na chronione tereny parku.
Istnieją regularne połączenia autobusowe między Barreirinhas i São Luís, stolicą stanu, położoną w odległości 260 km. Na trasie tej latają również taksówki powietrzne. Rzeka Preguiças łączy park z Atins, miasteczkiem na południowym krańcu parku. Najważniejszymi drogami, którymi można dostać się w pobliże parku są BR-135, BR-222, MA-404 i MA-225.
Sam park narodowy jest dosyć rozległy i nie ma do niego bezpośrednich dróg dojazdowych. Ze względu na status obszaru chronionego, większość pojazdów nie ma pozwolenia na wjazd na teren parku. Przejazdy odbywają się wyłącznie pojazdami z napędem na 4 koła.

## Obecność w kulturze popularnej
Na terenie parku nagrywany był brazylijski film Casa de Areia, (Dom z piasku), w reżyserii Andruchy Waddingtona. Piosenka Kadhal Anukkal z indyjskiego filmu w języku tamilskim pt. Enthiran z udziałem Rajinikantha i Aishwaryi Rai była również tutaj nakręcana. 

## Galeria

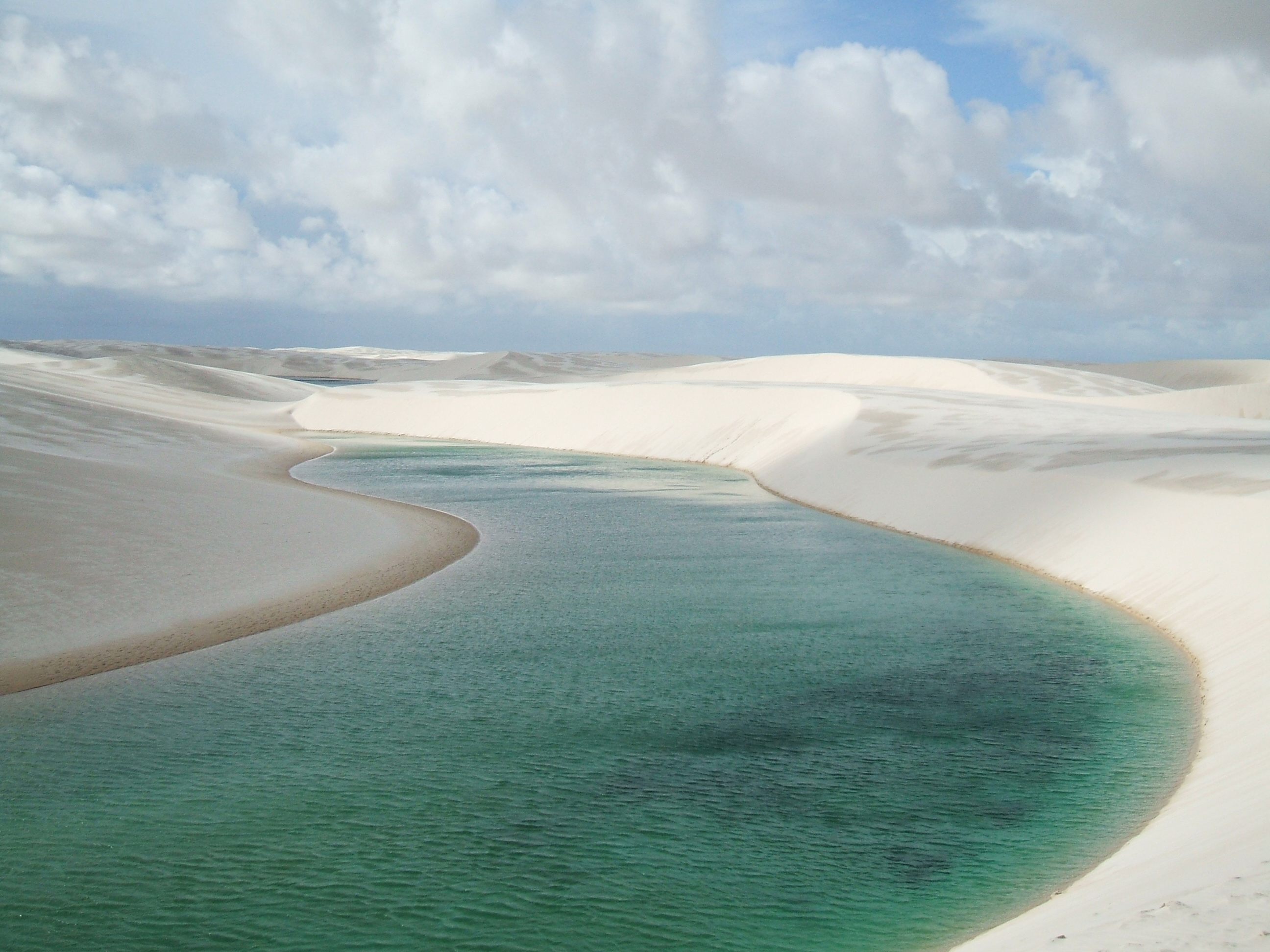
Krajobraz parku widziany z wydm
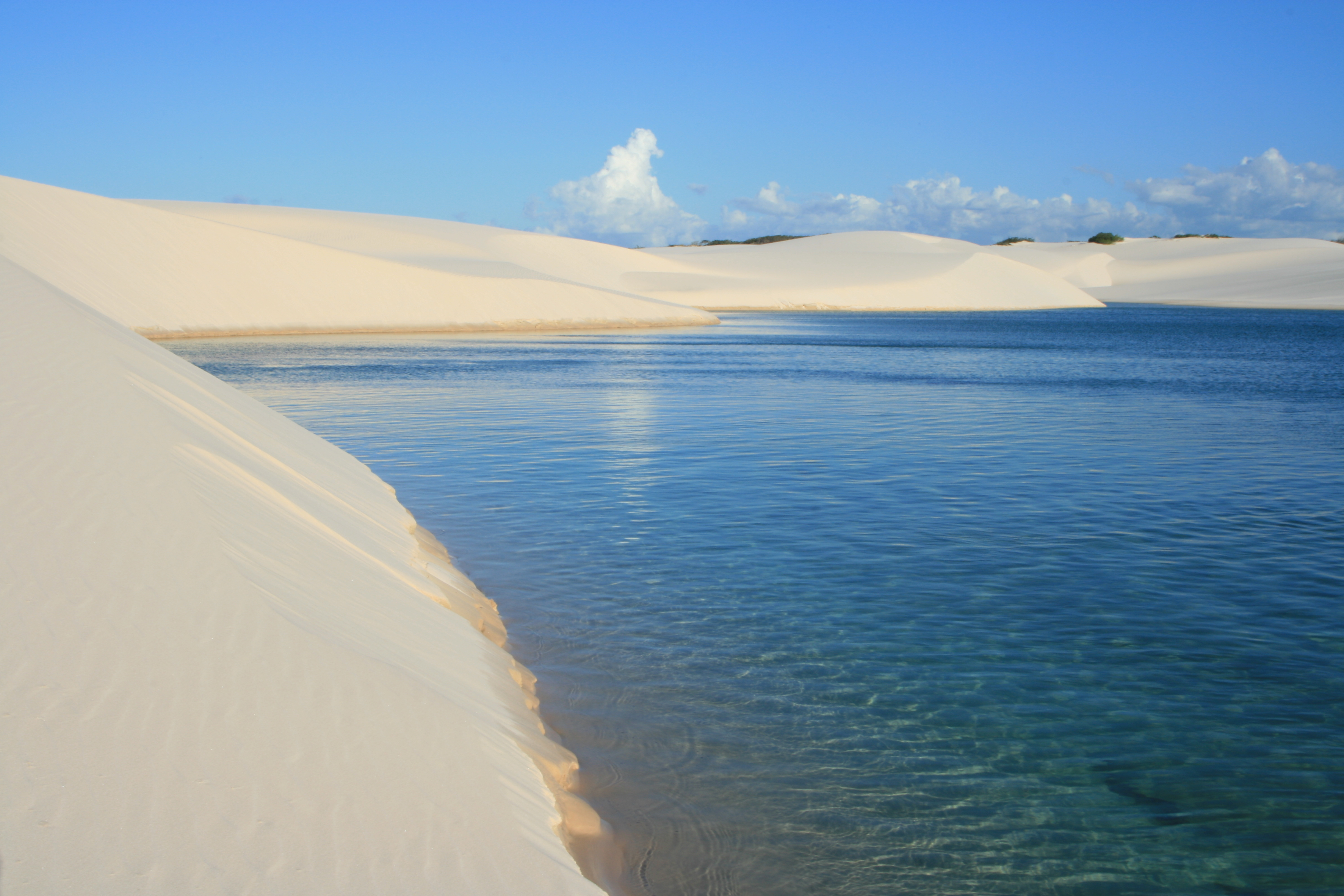
Jedna z lagun
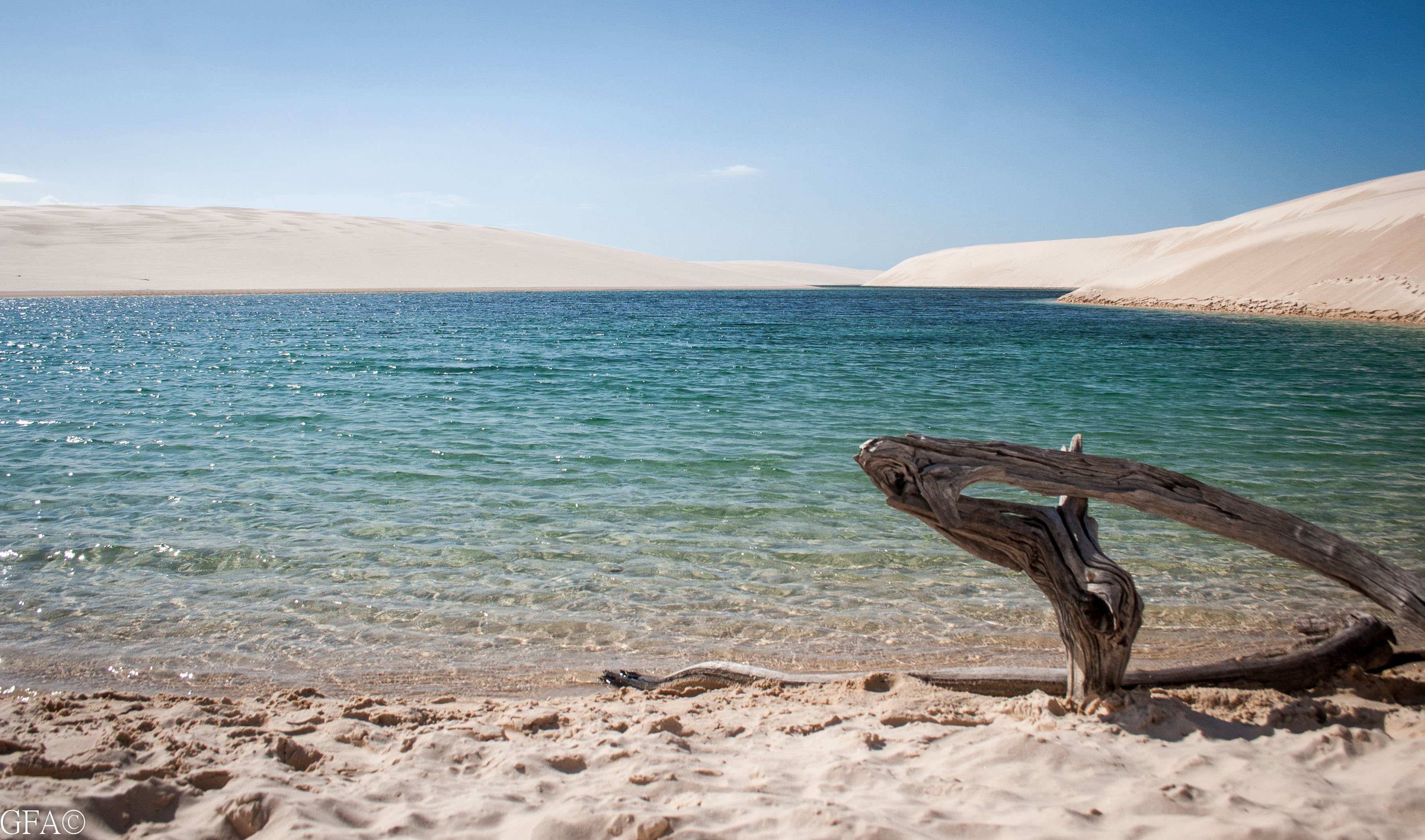
Słodkowodna laguna
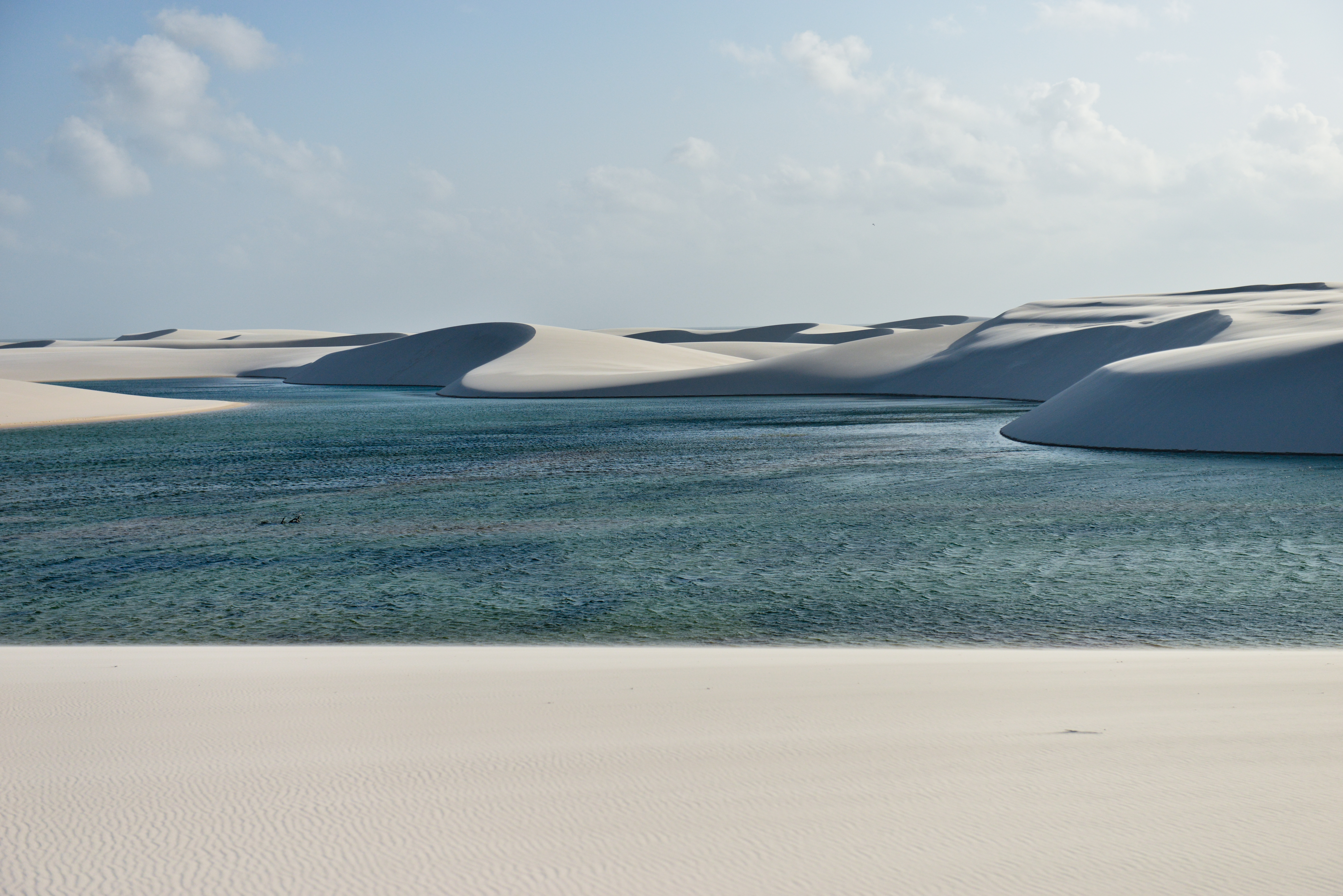
Wydmy i laguny
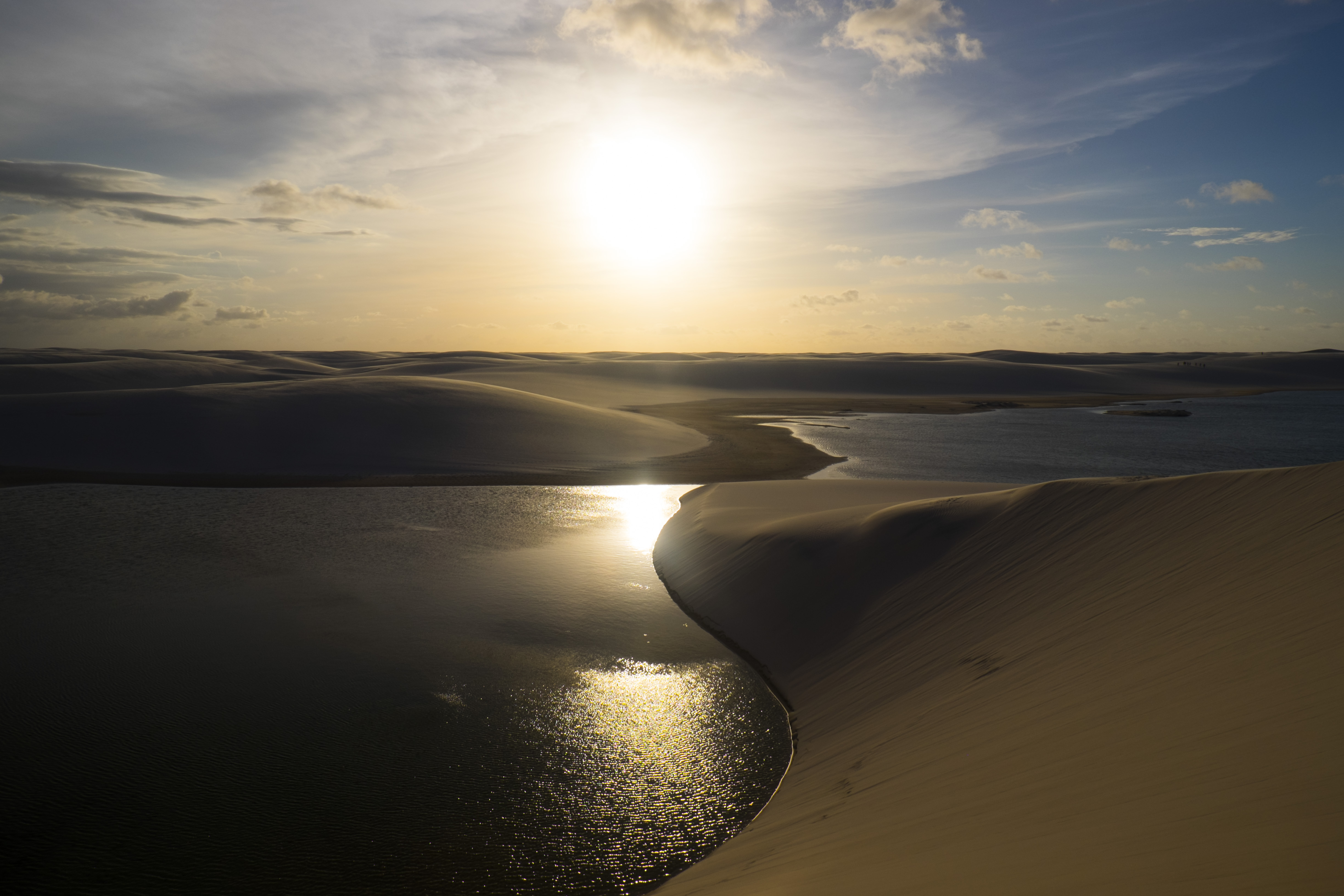
Zachód słońca
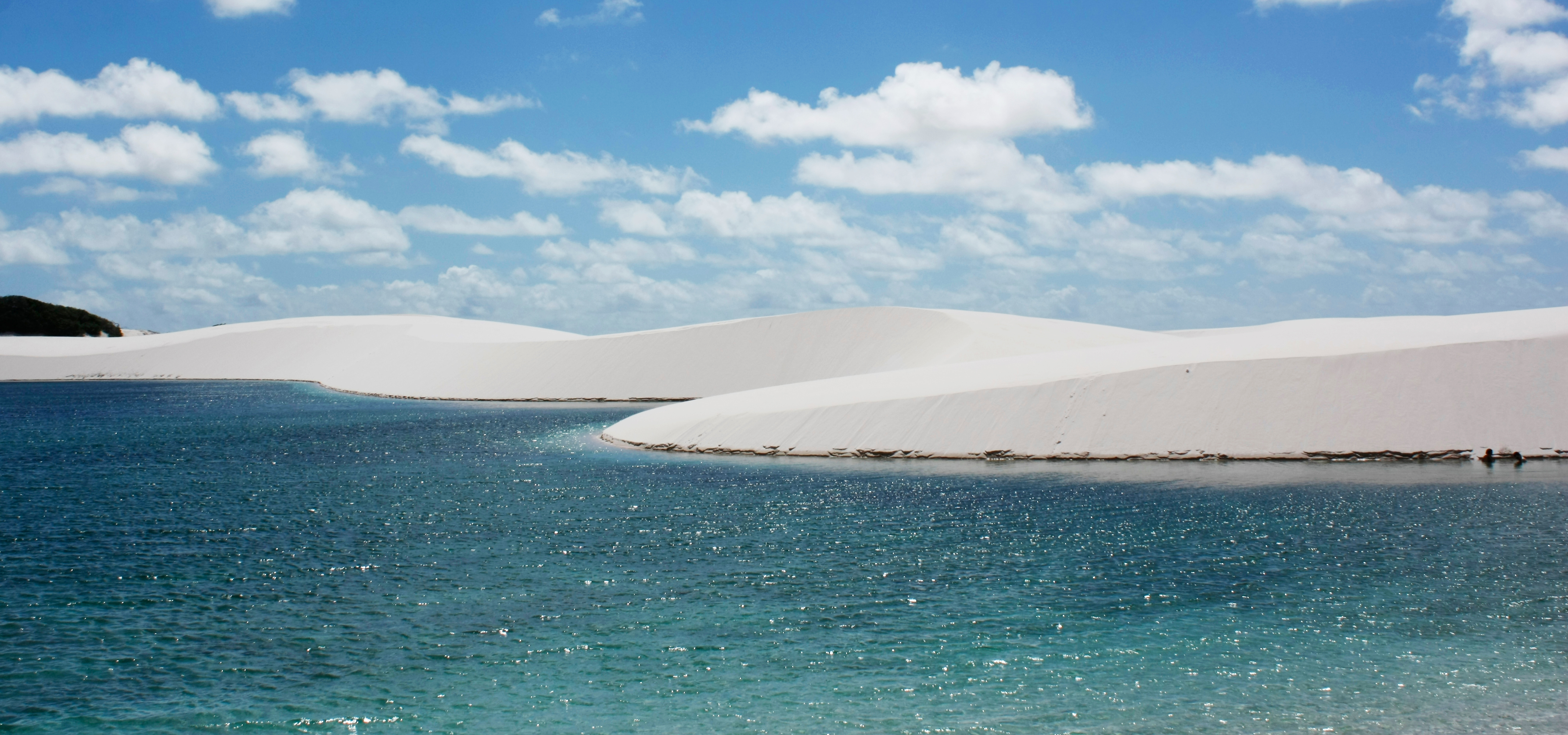
Laguna
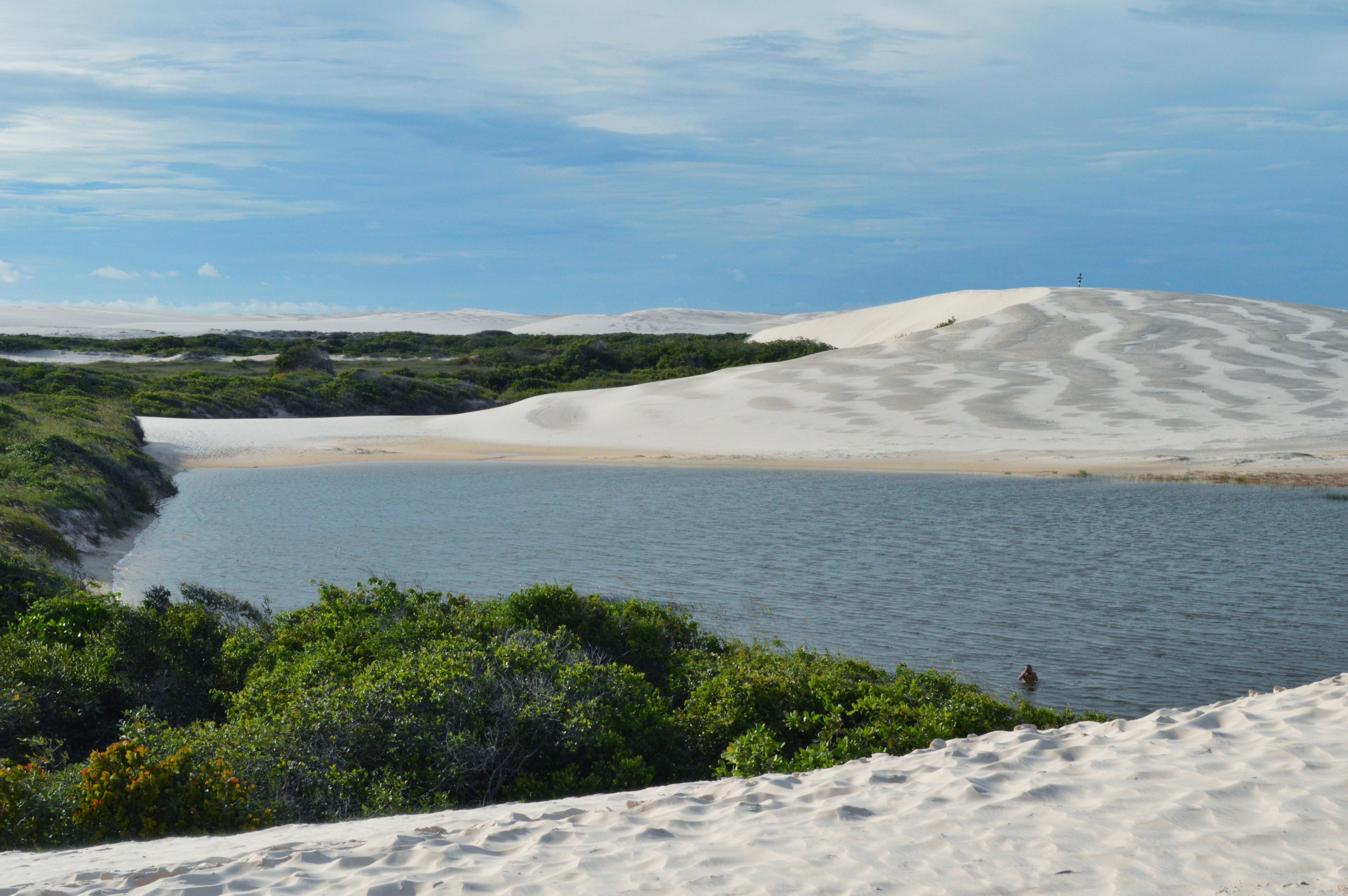
Lagoa dos Peixes (Rybi Staw)
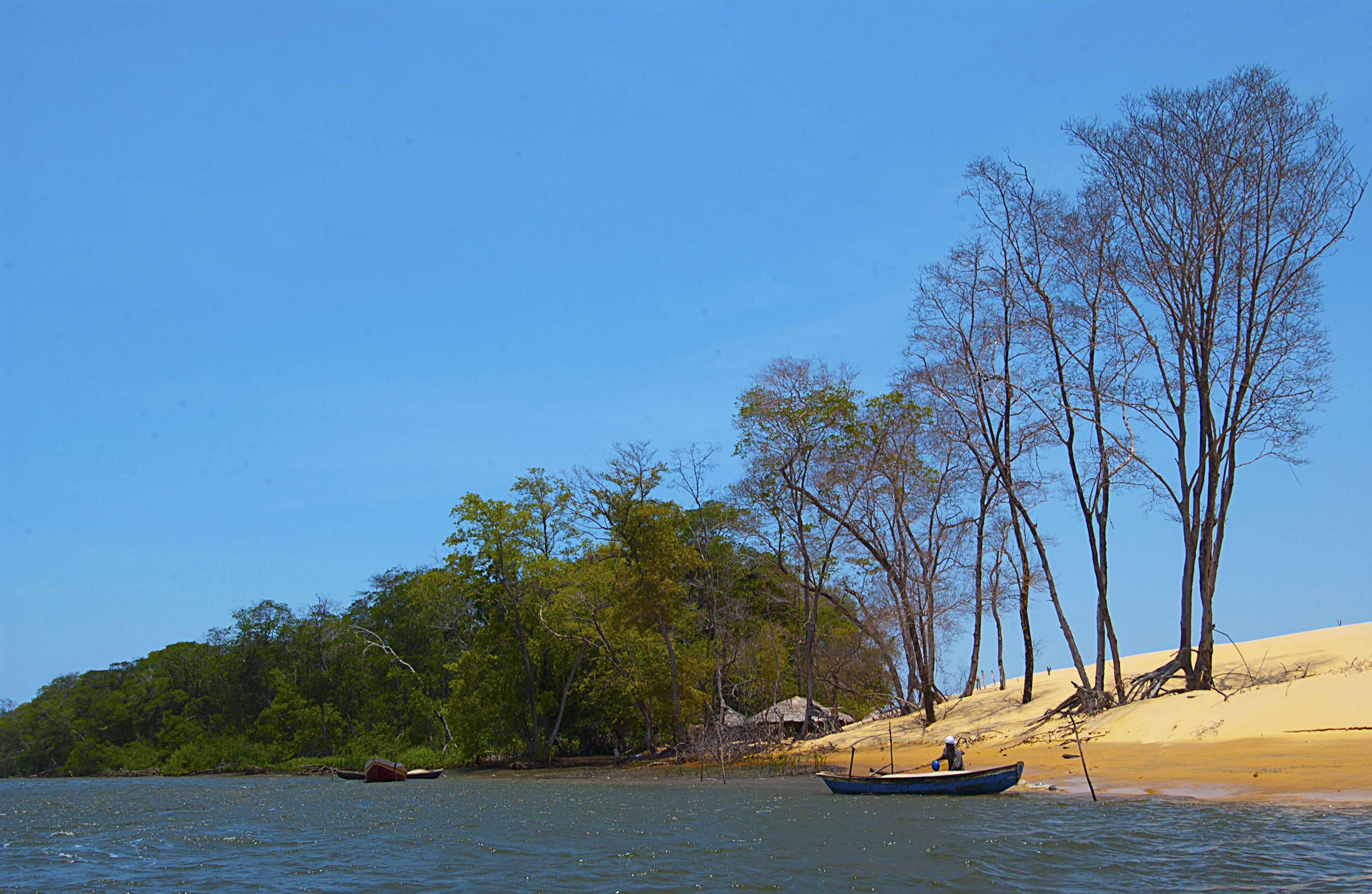
Rybak
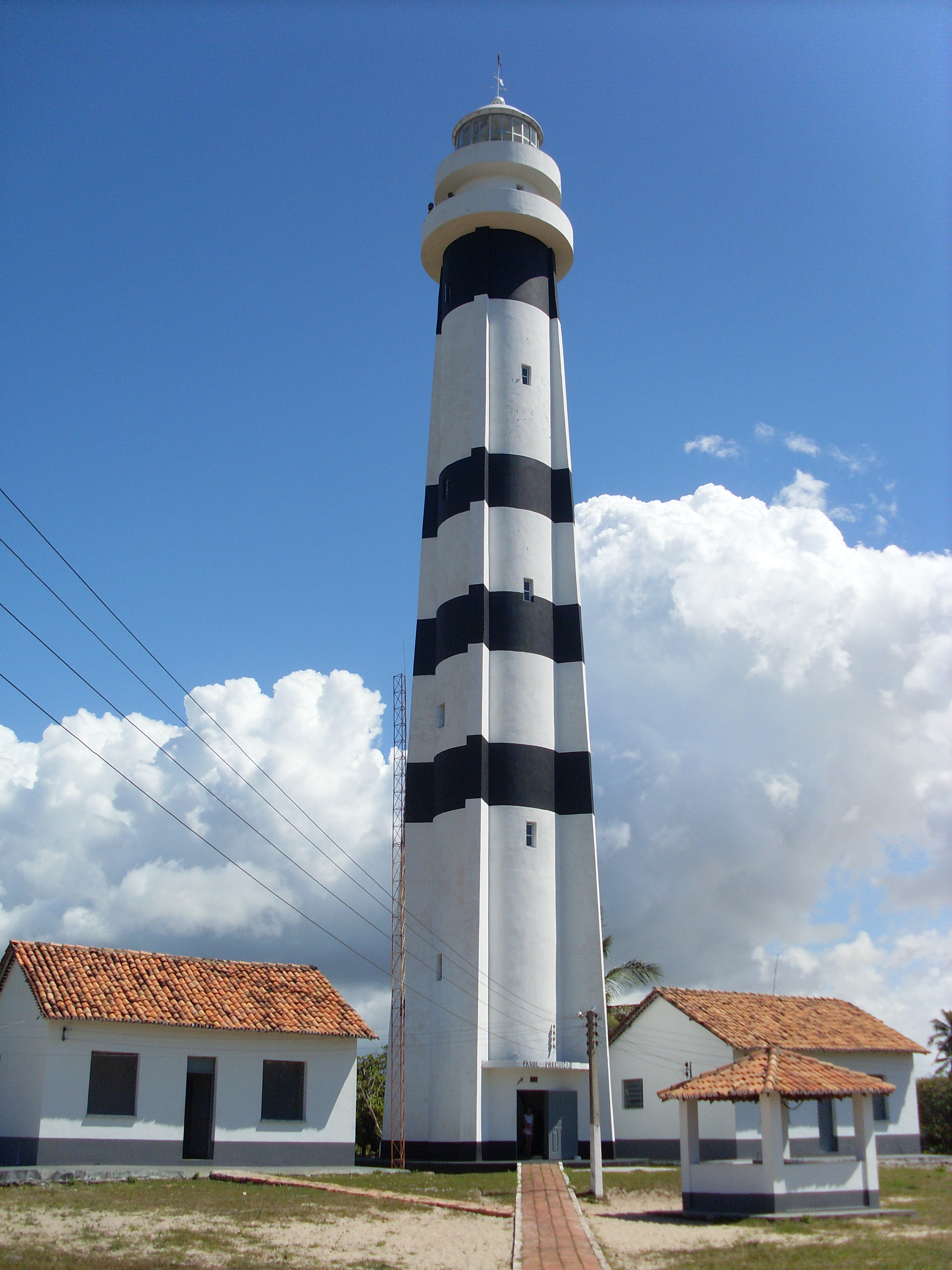
Latarnia morska Preguiças
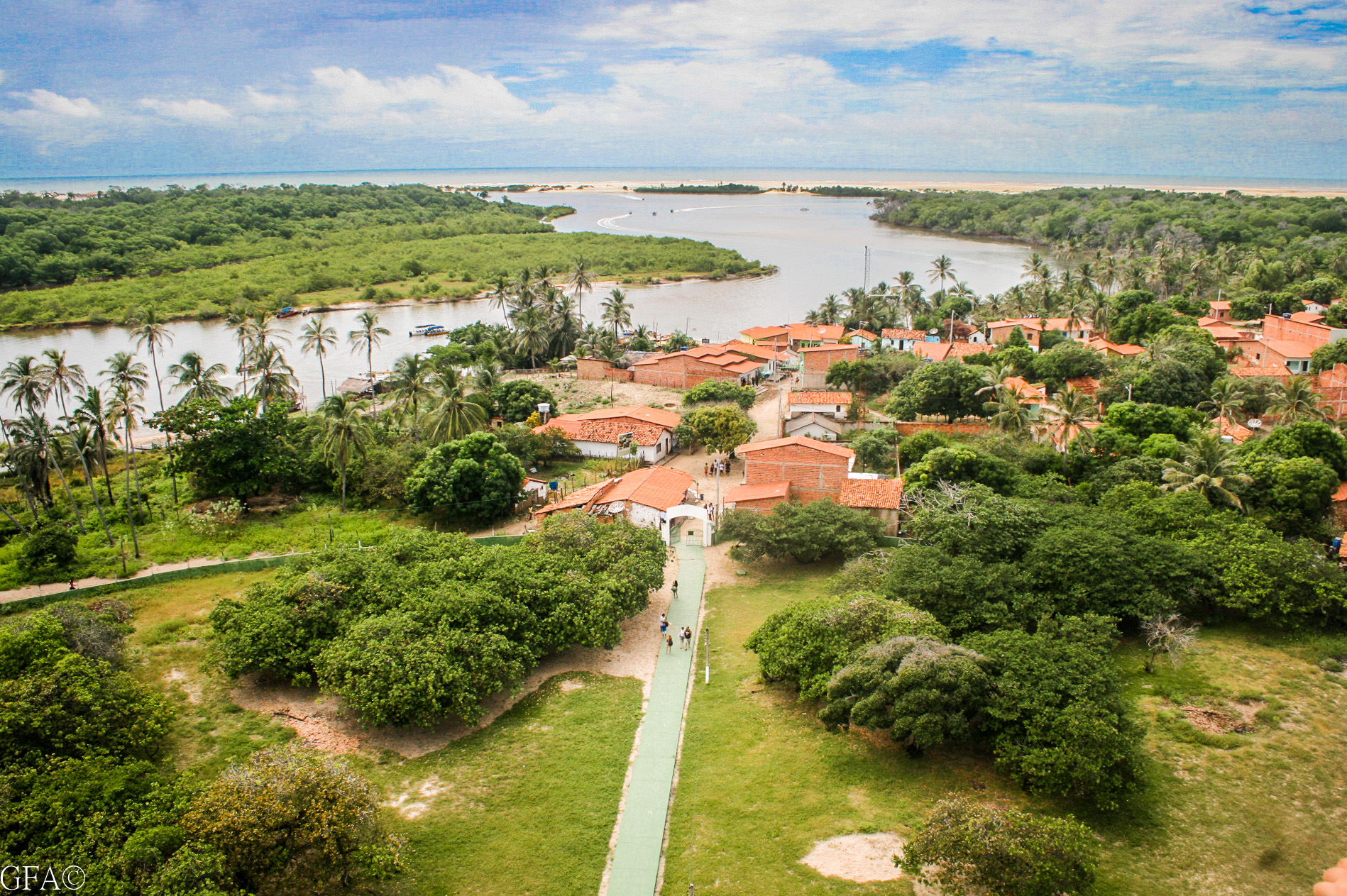
Wieś Mandacaru, na obrzeżach parku, widziana z latarni morskiej
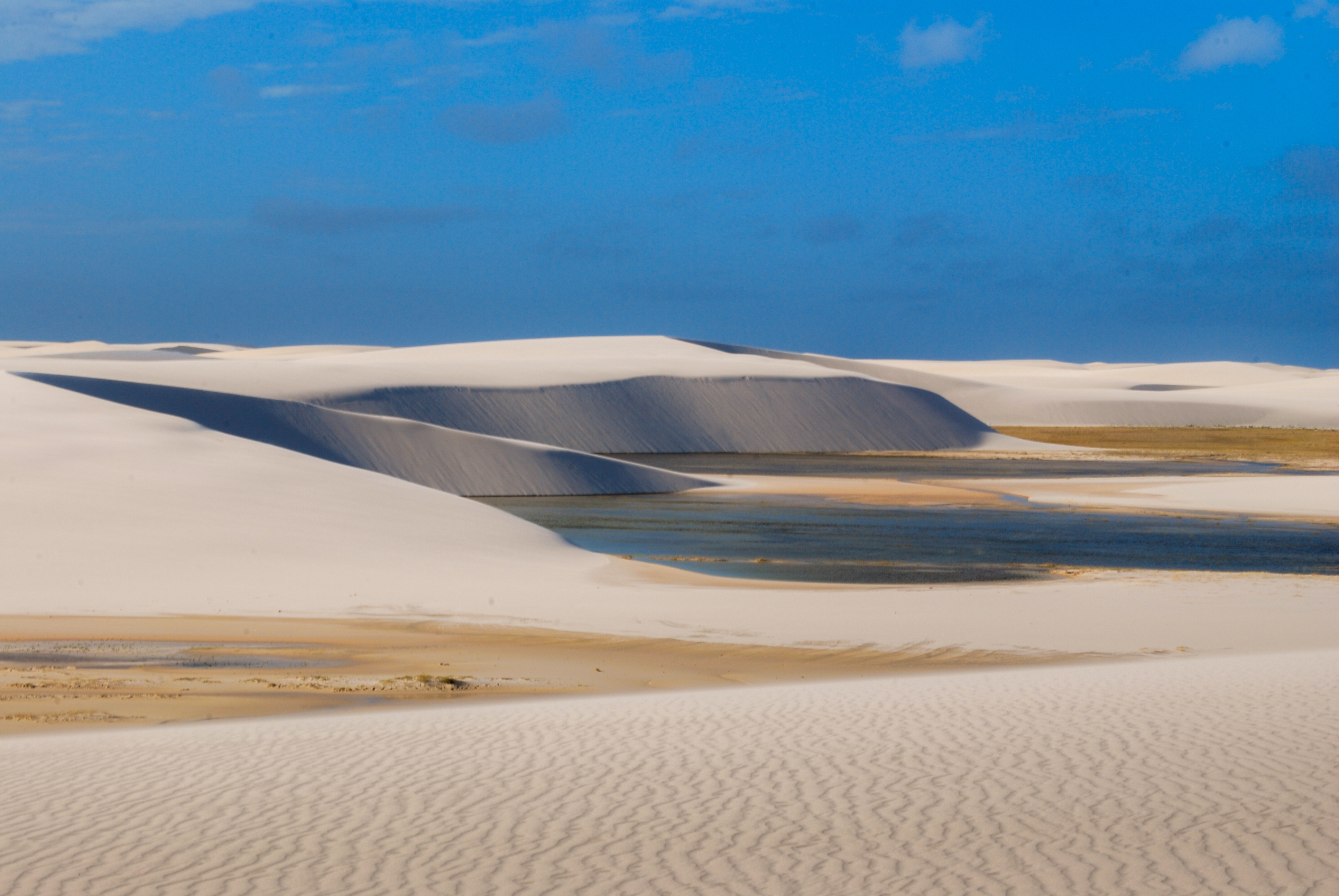
Wydmy
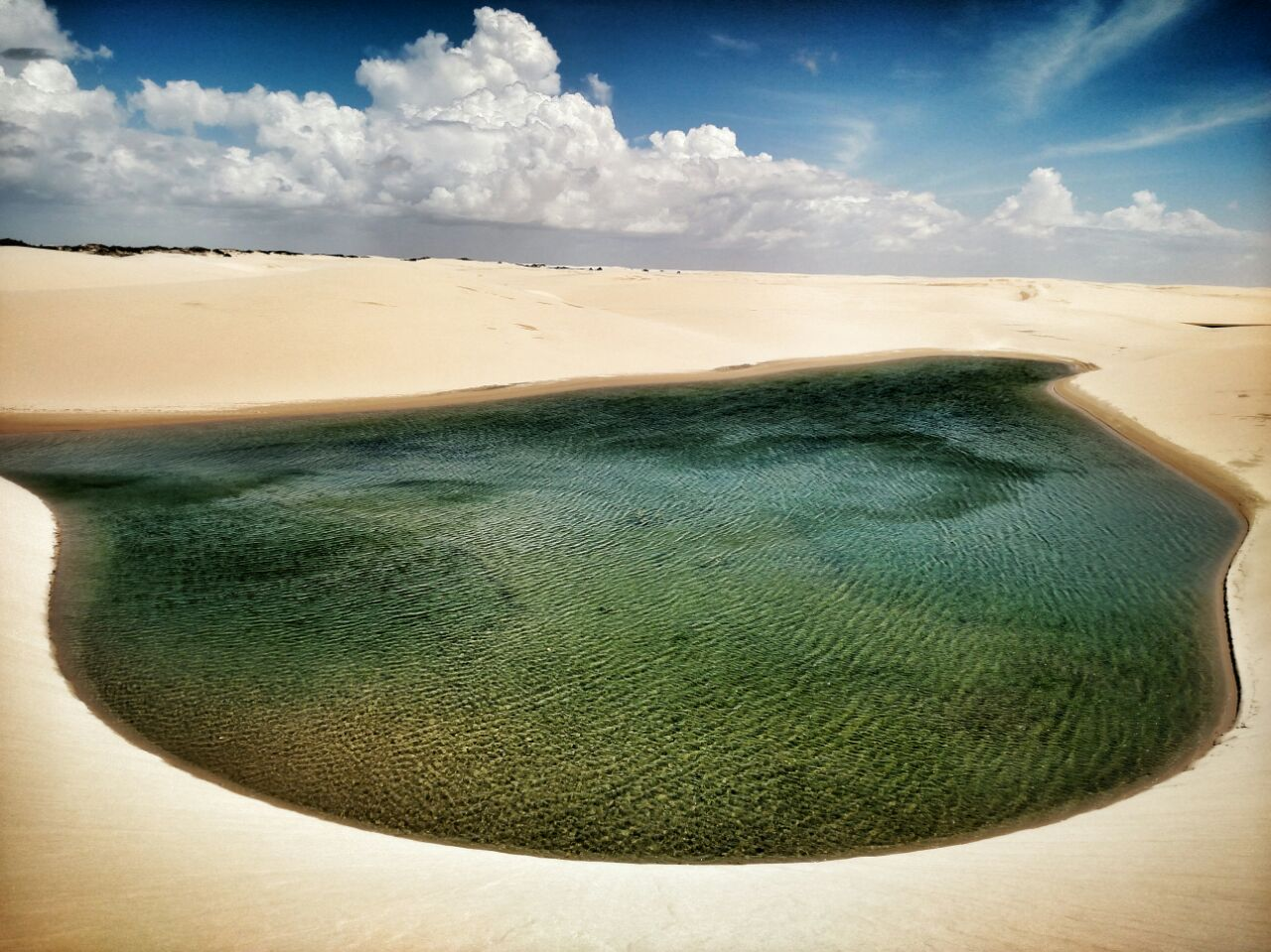
Lago Verde (Zielony Staw)
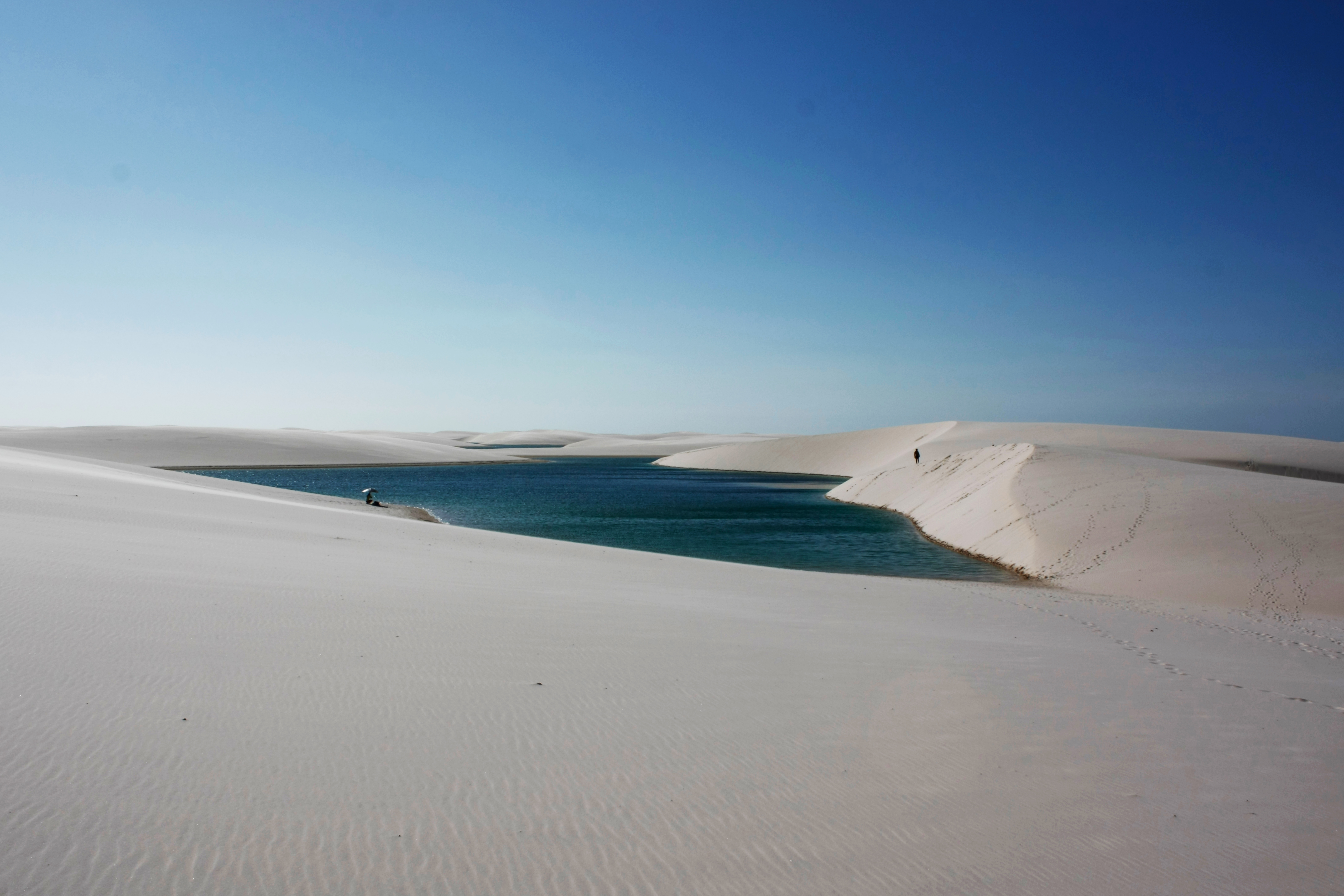
Panorama parku
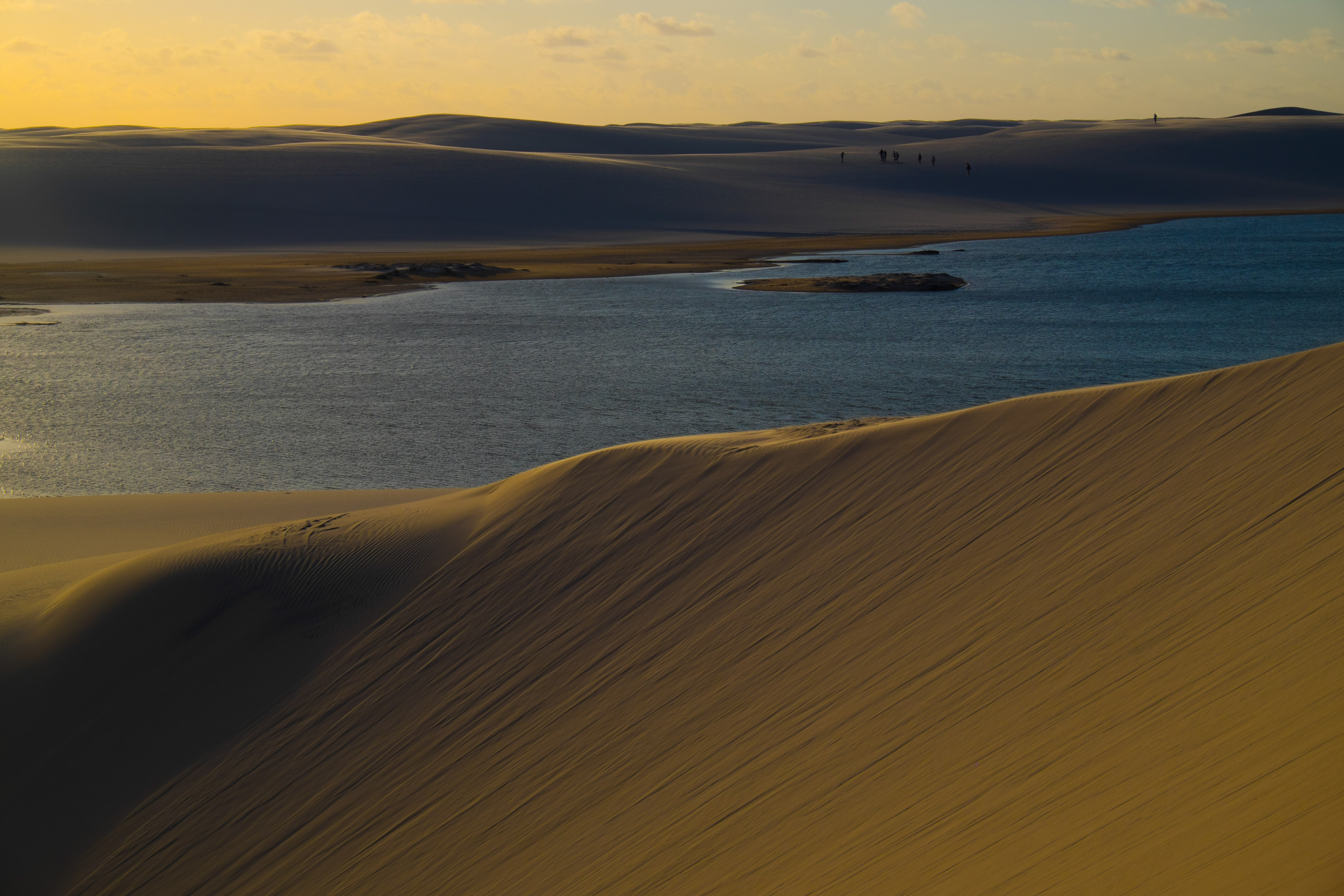
Lagoa Bonita